# Onitis siva
Onitis siva là một loài bọ cánh cứng trong họ Bọ hung (Scarabaeidae).